# José Miguel Noguera
José Miguel Noguera Morrone (* 3. April 1913 in Buenos Aires;  † 29. Oktober 1954 in Mexiko-Stadt) war ein gebürtiger argentinischer und eingebürgerter mexikanischer Fußballspieler auf der Position eines Stürmers.

## Leben
Noguera stand in seiner Heimat Argentinien lange beim CA Vélez Sarsfield unter Vertrag, für den er zwischen 1934 und 1943 insgesamt 179 Punktspiele absolvierte und 44 Tore erzielte.
Nachdem in der Saison 1943/44 die mexikanische Profiliga eingeführt worden war, wechselte Noguera nach Mexiko, wo er zunächst zwei Jahre lang beim CF Asturias unter Vertrag stand, mit dem er in seiner ersten Spielzeit den Meistertitel gewann und für den er insgesamt 12 Tore in der Liga erzielte.
Die Saison 1945/46 verbrachte Noguera beim CF Monterrey und die beiden folgenden Spielzeiten stand er beim CF Atlante unter Vertrag.

## Erfolge
- Mexikanischer Meister: 1943/44